# Jeanne Brabantstunnel
De Jeanne Brabantstunnel is een wegtunnel op de Frankrijklei, gelegen onder het Operaplein in de stad Antwerpen in België. De tunnel werd vernoemd naar Jeanne Brabants (1920-2014). De tunnel loopt parallel met de Jos Brabantstunnel.
De tunnel verbindt het noorden van de stad met het zuiden. Het bouwwerk is 550 m lang, inclusief hellingen. De maximumhoogte bedraagt 2,90 m. In de tunnel geldt een maximumsnelheid van 30 km/h, die met trajectcontrole wordt gecontroleerd. De restanten van de Kipdorpbrug, onderdeel van de historische Spaanse omwalling rond Antwerpen, werden in het bouwwerk opgenomen.
De werkzaamheden werden aangevat in juni 2017. Het einde van de werken werd voorzien voor januari 2019, maar de oplevering liep vertraging op. De tunnel werd uiteindelijk op woensdag 20 mei 2020 plechtig geopend door Antwerps burgemeester Bart De Wever en schepen van Mobiliteit Koen Kennis.
Bevrijdingstunnel · Blauwtorentunnel · Bolivartunnel · Jeanne Brabantstunnel · Jos Brabantstunnel · Craeybeckxtunnel · Frans Tijsmanstunnel · Gasthuistunnel · Jan De Vostunnel · Kennedytunnel · Krijgsbaantunnel · Liefkenshoektunnel · Sint-Annatunnel · Van Eycktunnel · Valaartunnel · Waaslandtunnel